# Nicko McBrain
Nicko McBrain   (Hackney, 5 de juny de 1952) és el bateria del grup britànic de heavy metal Iron Maiden. El nom de Nicko el va adoptar com a sobrenom tal com es deia el seu oset de peluix preferit.

## Carrera
Es va unir a la banda en 1983 per a l'àlbum Piece of Mind, reemplaçant a Clive Burr, després que amb el seu anterior grup, Trust, actués de teloners per a Iron Maiden a la gira de 1982. En la dècada de 1970, va aparèixer en alguns discs de Pat Travers, Streetwalkers i també a la banda McKitty en els primers anys dels 80. Va ser durant un concert de McKitty en Bèlgica quan va conèixer a Steve Harris, baixista i fundador d'Iron Maiden.

## Estil
Al contrari que la majoria de bateries del heavy metal, McBrain s'ha negat a usar un double bass drum (un mecanisme que permet tocar un mateix tambor amb els dos peus), perquè ho considera massa complicat. En lloc d'això, ha desenvolupat una tècnica ràpida en un senzill, amb la que no té cap problema en seguir els galops al baix de Steve Harris. L'única cançó en la qual Nicko McBrain va usar el double bass va ser a Face in the Sand, al disc Dance of Death del 2003. A partir d'allà va dir públicament que va ser una de les coses més complicades que va haver de tocar en la seva vida, i que per aquesta raó, la cançó no seria interpretada en directe a la gira de promoció de l'àlbum. En aquest mateix àlbum, Nicko McBrain també va contribuir, per primera vegada en més de 20 anys en la composició d'una cançó, escrivint la línia per al baix a New Frontier.
És un col·laborador habitual a la pàgina web oficial d'Iron Maiden, en la qual porta un diari durant les gires de la banda i també va gravar diversos vídeos curts dedicats als fans de la banda. Alguns veuen irònic que, considerant les acusacions de satanisme que van caure sobre la banda en els seus primers anys (veure aquí), Nicko és un cristià practicant que va a missa regularment.

## Discografia amb Iron Maiden
- Piece of Mind (1983)
- Powerslave (1984)
- Live After Death (1985)
- Somewhere In Time (1986)
- Seventh Son of a Seventh Son (1988)
- No Prayer for the Dying (1990)
- Fear of the Dark (1992)
- A Real Live/Dead One (1993)
- The X Factor (1995)
- Virtual XI (1998)
- Ed Hunter (1999)
- Brave New World (2000)
- Rock In Rio (2002)
- Dance of Death (2003)
- Death on the Road (2005)
- A Matter of Life and Death (2006)
- Somewhere Back in Time (2007)
- The Final Frontier (2010)